# 김난영 (1943년)
김난영(1943년 1월 16일~1985년 2월 26일)은 대한민국의 배우이다.
1961년 KBS 공채 탤런트 1기로 데뷔하였다. 1962년 KBS TV의 드라마 <검은 미소>에 출연하면서 얼굴을 알렸으며 같은 해 국민계몽교육영화제작소의 제1회 작품 <피가 흐르는 강>에도 출연했다. 연출자겸 극작가 이남섭과 1963년 결혼하였다. 1964년 김기영 감독의 <아스팔트>(1964)로 정식 데뷔했으나, 주요 경력은 영화쪽보다는 탤런트로 더 많은 활동을 하여 1970년 영화인기상 방송TV부문 여자탤런트상을 수상하기도 했다. 지병인 신장암으로 1985년 2월 26일 별세하였다. 이후 1985년 6월에 KBS 11기 탤런트로 딸 이미경이 선발되었다. 남편 이남섭은 1985년 8월 2일 지병인 골수암으로 세상을 떠났다.

## 학력
- 군산여자고등학교
- 서라벌예술대학

## 연기 활동

### 드라마
- 1962년 KBS 《검은 미소》
- 1969년 KBS 《임자있었네》
- 1969년 KBS 《그림자》
- 1969년 KBS 《사람나고 돈났지》
- 1970년 KBS 《세월은 살과 같이》 ... 윤 여사 역
- 1970년 KBS 《돌쇠》 ... 갑분이 역
- 1970년 KBS 《박쥐》
- 1971년 KBS 《춘향전》 ... 향단 역
- 1973년 KBS 《장바우》
- 1980년 KBS 《토지》 ... 유모 역
- 1981년 KBS 《대명》

### 영화
- 1964년 《아스팔트》
- 1979년 《남자 가정부》